# Diana Chodan
Diana Chodan (ukrainisch Діана Ходан, englisch Diana Khodan; * 17. August 2001 in Iwano-Frankiwsk) ist eine ukrainische Tennisspielerin und -trainerin.

## Karriere
Chodan spielt bislang überwiegend Turniere auf der ITF Women’s World Tennis Tour, wo sie bisher einen Doppeltitel gewonnen hat.

### College Tennis
Von Januar 2020 bis Mai 2022 spielte Chodan für das Damentennisteam der Hurricanes der University of Miami.
Nachdem sich Chodan nach einer Handgelenksverletzung 2021 am 1. April 2022 eine Knieverletzung zuzog, wurde sie im August 2022 Assistenztrainerin und 2024 Director of Operations.

## Turniersiege

### Doppel
| Nr. | Datum             | Turnier | Kategorie   | Belag | Partnerin        | Finalgegnerin            | Ergebnis |
| --- | ----------------- | ------- | ----------- | ----- | ---------------- | ------------------------ | -------- |
| 1.  | 12. November 2016 | Antalya | ITF $10.000 | Sand  | Marija Korytzewa | Berfu Cengiz Melis Sezer | 6:1, 6:4 |

## Persönliches
Im März berichteten mehrere TV-Sender, unter anderen NBC und CBS über Chodan und ihre persönliche Situation nach dem russischen Überfall auf die Ukraine im Februar 2022, da ihr Vater und ihr 22-jähriger Bruder Taras unter Umständen zur Landesverteidigung eingezogen werden und ihrem Umgang mit dem Umstand, dass ihre Familie in der Ukraine lebt, während sie in Miami Tennis spielt.